# Portal Tomb von Prebaun

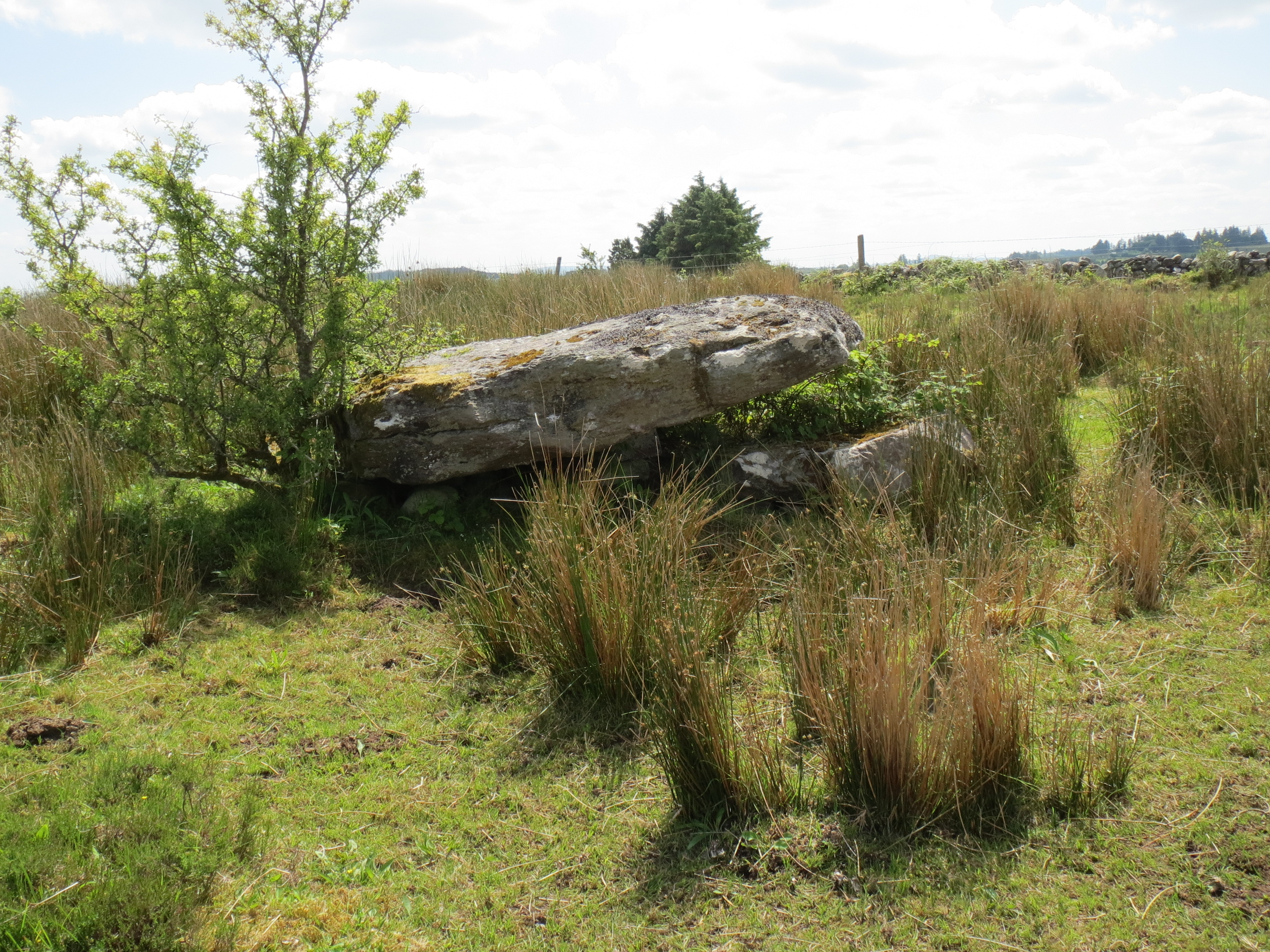
Portal Tomb von Prebaun

Das zusammengebrochene Portal Tomb von Prebaun liegt auf dem Moor südöstlich von Prebaun (irisch An Preabán; deutsch „der Flicken“) am südwestlichen Ende der Ox Mountains, mit Blick auf das Tal des Yellow River, eines kleinen Nebenflusses des Moy (An Mhuaidh – deutsch „Fluss des Sieges“) nahe dem Foxford Way (Bealach Bhéal Easa) nordöstlich von Foxford (Béal Easa; deutsch „Mündung des Wasserfalls“) im County Mayo in Irland. Als Portal Tombs werden auf den Britischen Inseln Megalithanlagen bezeichnet, bei denen zwei gleich hohe, aufrecht stehende Steine mit einem Türstein dazwischen, die Vorderseite einer Kammer bilden, die mit einem zum Teil gewaltigen Deckstein bedeckt ist.
Das nordwest-südost-orientierte Portal Tomb besteht aus einem etwa 3,9 m langen, 2,2 m breiten und 0,3 m dicken Deckstein, der auf den umgefallenen Seitensteinen und dem Stumpf eines Portalsteins aufliegt. Der vollständige, 2,3 m lange und der abgebrochene 1,6 m lange Portalstein liegen an der Südwest- und Nordostseite, neben dem Deckstein.
Ein mögliches Court Tomb liegt 300 m nordöstlich.